# 海滨街道 (宝坻区)
海滨街道，是中华人民共和国天津市宝坻区下辖的一个乡镇级行政单位。

## 行政区划
海滨街道下辖以下地区：
石幢南社区、石幢北社区、苏北路社区、海滨社区、望都楼社区、挹青路社区、北城社区、东关社区、西关社区、北关社区、宝鑫景苑社区、蓝水湾社区、前白庙村、后五里铺村、芮家楼村、驻防营村、大口巷村、吴辛庄村、苏家屯村、梁庄村、大道口村、小道口村、王庄子村、纪家园村、徐北台村、西台村、佟家沟村、圣人庄村、喻家庄村、沙窝村、娘娘庙村和田场村。